# Bulbophyllum elisae
Bulbophyllum elisae är en orkidéart som först beskrevs av Ferdinand von Mueller, och fick sitt nu gällande namn av George Bentham. Bulbophyllum elisae ingår i släktet Bulbophyllum och familjen orkidéer. Inga underarter finns listade i Catalogue of Life.